# Condofuri
Condofuri is een gemeente in de Italiaanse provincie Reggio Calabria (regio Calabrië) en telt 5076 inwoners (31-12-2004). De oppervlakte bedraagt 58,5 km², de bevolkingsdichtheid is 87 inwoners per km².
De volgende frazioni maken deel uit van de gemeente: San Carlo, Lugarà, Mangani, Carcara.

## Demografie
Condofuri telt ongeveer 1709 huishoudens. Het aantal inwoners daalde in de periode 1991-2001 met 7,4% volgens cijfers uit de tienjaarlijkse volkstellingen van ISTAT.
| Jaar | Inwoneraantal |
| ---- | ------------- |
| 1991 | 5461          |
| 2001 | 5055          |

## Geografie
Condofuri grenst aan de volgende gemeenten: Bova, Bova Marina, Roccaforte del Greco, Roghudi, San Lorenzo.